# Haltepunkt Köln-Lövenich S-Bahn
Der Haltepunkt Köln-Lövenich S-Bahn ist ein Haltepunkt der S-Bahn Köln im Kölner Stadtteil Lövenich. Im Kursbuch und im Bahnhofsverzeichnis von DB Station&Service wird er als Lövenich geführt. 
Er ist unabhängig von dem östlich gelegenen Bahnhof Köln-Lövenich, dem ehemaligen Personenbahnhof des Ortes, der heute ein reiner Überholbahnhof ohne Möglichkeit zum Fahrgastwechsel ist.

## Geschichte
Zwischen 1839 und 1841 baute die Rheinische Eisenbahn-Gesellschaft ihre Stammstrecke vom Bahnhof Cöln Am Thürmchen zum Bahnhof Aachen Rh, am 2. Juli 1840 wurde die Strecke für den Personenverkehr bis Lövenich eröffnet.
Ende der 1990er Jahre begann der Ausbau der Bahnstrecke für den Hochgeschwindigkeitsverkehr und den S-Bahn-Verkehr. Der Bahnhof Lövenich wurde geschlossen und seine Bahnsteige abgebaut.
Mit dem Neubau der S-Bahn-Strecke vom Haltepunkt Köln Hansaring zum Bahnhof Düren wurden mehrere Halte umgebaut oder neu errichtet. Der neue Haltepunkt Lövenich wurde dabei etwa 50 Meter westlich des ehemaligen Bahnhofs auf Höhe der Überquerung der Landstraße 213 eingerichtet.

## Lage
Der Haltepunkt befindet sich in verkehrsgünstiger Lage zwischen den beiden Kölner Stadtteilen Lövenich im Norden und Weiden im Süden. Er besitzt einen weitgehend überdachten Mittelbahnsteig von 96 cm Höhe über Schienenoberkante, der über Treppen und Aufzüge beidseitig von der Brauweiler Straße erreicht werden kann.

## Bedienung
Er wird von zwei Linien der S-Bahn Köln bedient: Zum einen von der Linie S 12 von Horrem über Köln Hbf und Siegburg/Bonn nach Au (Sieg), zum anderen von der Linie S 19 von Düren bzw. Sindorf über Köln Hbf und Köln/Bonn Flughafen nach Troisdorf.
Die Linie S 19 verkehrt montags bis freitags am Haltepunkt Lövenich im 20-Minuten-Takt, die Linie S 12 bedient ihn nur zur Hauptverkehrszeit, dann ebenfalls im 20-Minuten-Takt. Auf dem Teilstück Horrem–Köln Trimbornstraße bilden sie dadurch in der Hauptverkehrszeit zusammen einen 10-Minuten-Takt.
Im Schienenpersonennahverkehr wird der Haltepunkt Lövenich von folgenden Linien bedient (Stand 11. Dezember 2023):
| Linie | Verlauf | Grundtakt                                    |
| ----- | --- | -------------------------------------------- |
| S 12  | Horrem – Frechen-Königsdorf – Köln-Weiden West – Köln-Lövenich – Köln-Müngersdorf Technologiepark – Köln-Ehrenfeld – Köln Hansaring – Köln Hbf – Köln Messe/Deutz – Köln Trimbornstraße – Köln Airport Businesspark – Köln Steinstraße – Porz (Rhein) – Porz-Wahn – Spich – Troisdorf – Siegburg/Bonn – Hennef (Sieg) – Hennef Im Siegbogen – Blankenberg (Sieg) – Merten (Sieg) – Eitorf – Herchen – Dattenfeld (Sieg) – Schladern (Sieg) – Rosbach (Sieg) – Au (Sieg) Stand: Fahrplanwechsel Dezember 2023                          | 20 min (zur HVZ) 60 min(ausserhalb der HVZ)  |
| S 19  | Düren – Merzenich – Buir – Sindorf – Horrem – Frechen-Königsdorf – Köln-Weiden West – Köln-Lövenich – Köln-Müngersdorf Technologiepark – Köln-Ehrenfeld – Köln Hansaring – Köln Hbf – Köln Messe/Deutz – Köln Trimbornstraße – Köln Frankfurter Straße – Köln/Bonn Flughafen – Porz-Wahn – Spich – Troisdorf – Siegburg/Bonn – Hennef (Sieg) – Hennef Im Siegbogen – (Blankenberg (Sieg) /) Merten (Sieg) – Eitorf – Herchen – Dattenfeld (Sieg) – Schladern (Sieg) – Rosbach (Sieg) – Au (Sieg) Stand: Fahrplanwechsel Dezember 2023 | 20/40 min (Horrem–Hennef) 60 min (Hennef–Au) |

Im Busverkehr werden folgende Linien bedient:
| Linie | Fahrstrecke |
| ----- | --- |
| 136   | Lövenich, Daimlerstr. – Bf. Lövenich – Weiden Zentrum – Hohenlind – Lindenthal, Dürener Str. – Rudolfplatz – Neumarkt |
| 141   | Weiden Zentrum – Bf. Lövenich – Junkersdorf – Müngersdorf – Technologiepark Köln – Ehrenfeld – Rochusplatz – Vogelsang – Bocklemünd |
| 144   | Bf. Lövenich – Leinsamenweg – Müngersdorf – Müngersdorf Technologiepark – Vogelsang, Wasseramselweg |
| 145   | Bocklemünd – Widdersdorf – Bf. Lövenich – Weiden Zentrum – Frechen – Bachem, Wilhelm-Leuschner-Str. |
| 148   | Junkersdorf – Weiden Zentrum – Bf. Lövenich – An der Ronne – Widdersdorf Nord nur abends und am Wochenende |
| 149   | Weiden Zentrum – Bf. Lövenich – Widdersdorf |
| 172   | Widdersdorf – Bf. Lövenich – Weiden – Müngersdorf – Eupener Straße – Aachener Straße/Gürtel – Hans-Böckler-Platz/Bf. West – Friesenplatz – Dom/Hbf nur in der HVZ. Der Abschnitt Eupener Straße – Widdersdorf wird nur in Lastrichtung bedient |
| 949   | Weiden Zentrum – Bf. Lövenich – Brauweiler Kirche |